# Perfect High
Perfect High è un film televisivo del 2015, diretto da Vanessa Parise ed interpretato da Bella Thorne, Israel Broussard, Daniela Bobadilla e Ross Butler. Il film è stato presentato in anteprima il 27 giugno 2015 su Lifetime.

## Trama
Amanda, una ragazza ossessionata dalla danza, si sloga un ginocchio durante un'esibizione di ballo. Viene portata d'urgenza in ospedale, dove le viene somministrato l'idrocodone per alleviare il dolore. Al suo ritorno a scuola, viene successivamente avvicinata da Riley, che le chiede di condividere una delle sue pillole con lei. Amanda è sospettosa, ma gliene dà comunque una. Successivamente Riley le presenta il suo ragazzo, Nate, e suo fratello, Carson. Amanda inizia ad uscire con il gruppo e, sebbene all'inizio sia titubante, la ragazza viene convinta a condividere con loro i suoi medicinali. Ben presto Amanda si ritroverà ad essere sempre più dipendente dai farmaci e tutto si complicherà ulteriormente quando un loro compagno di classe, Rick, venderà loro dell'eroina spacciata per ossicodone messicano a buon mercato.

## Produzione

### Pre-produzione
Il 2 febbraio 2015 venne annunciato che Bella Thorne era stata scelta per interpretare il ruolo della tossicodipendente Amanda, personaggio principale del film, insieme a Israel Broussard, Daniela Bobadilla e Ross Butler, che avrebbero interpretato tutti gli amici del personaggio della Thorne. Prima del casting, il film era provvisoriamente intitolato Chasing the Tiger.

### Riprese
La produzione è iniziata il 1º febbraio 2015 e si è conclusa il 22 febbraio 2015 per un totale di 17 giorni di riprese. In un'intervista, Bella Thorne ha affermato di conoscere Israel Broussard da quando aveva 12 anni e che è stata lei a dirgli di fare il provino per il ruolo di Carson.

## Citazioni[6]
In alcuni dialoghi del film sono citati il film Non per soldi... ma per amore e la serie televisiva The Walking Dead.

## Riconoscimenti
- 2016 - Leo Awards[7]
  - Nomination Miglior regia di un film televisivo a Vanessa Parise
  - Nomination Miglior Overall Sound in un film televisivo a Kevin Belen
  - Nomination Miglior attrice non protagonista in un film televisivo a Daniela Bobadilla
  - Nomination Miglior montaggio di un film televisivo a Austin Andrews
  - Nomination Miglior fotografia in un film televisivo a Mahlon Todd Williams